# Veľké Zálužie
Veľké Zálužie (do roku 1948 slovensky Ujlak; maďarsky Nyitraújlak, do roku 1892 Újlak) je obec na Slovensku v okrese Nitra. Žije zde přibližně 4 400 obyvatel. Nachází se v Nitranské pahorkatině, dvanáct kilometrů západně od Nitry. Po severním okraji obce vede rychlostní silnice R1. K obci patří také osada Titváň, která se nachází jihovýchodně od středu obce.

## Historie
Místo bylo poprvé zmíněno v roce 1261 jako Wylak a původně patřilo místním šlechticům. V roce 1526 získala obec tržní práva a byla povýšena na městečko, ale tento status byl v roce 1876 zrušen.

## Pamětihodnosti
- Klasicistický římskokatolický kostel Všech svatých z roku 1848
- Venkovský zámeček z počátku 19. století, nejprve v majetku Forgáchů, později Esterházyů.

## Rodáci
- János Esterházy, člen československého Národního shromáždění, politik maďarské národnosti
- Martin Križan, římskokatolický kněz, salesián, jazykovědec, misionář